# Schizodon altoparanae
Schizodon altoparanae és una espècie de peix de la família dels anostòmids i de l'ordre dels caraciformes.